# Manassas (Georgia)
Manassas es un pueblo ubicado en el condado de Tattnall en el estado estadounidense de Georgia. En el censo de 2000, su población era de 100.

## Demografía
En el 2000 la renta per cápita promedia del hogar era de $13,750, y el ingreso promedio para una familia era de $26,250. El ingreso per cápita para la localidad era de $12,698. Los hombres tenían un ingreso per cápita de $33,750 contra $13,750 para las mujeres.

## Geografía
Manassas se encuentra ubicado en las coordenadas 32°9′51″N 82°1′17″O / 32.16417, -82.02139 (32.164091, -82.021337).
Según la Oficina del Censo, la localidad tiene un área total de 2 km² (0,8 mi²), de la cual 2 km² (0,8 mi²) es tierra y 0 km² (0 mi²) (0.00%) es agua.